# Негідник з Брімстоун
Негідник з Брімстоун (англ. The Bad Man of Brimstone) — американський вестерн режисера Дж. Волтера Рубена 1937 року.

## У ролях
- Воллес Бірі — «Тріггер» Білл
- Вірджинія Брюс — Лоретта Дуглас
- Денніс О’Кіфі — Джеффрі Бертон
- Джозеф Каллея — Бен
- Льюїс Стоун — містер Джексон Дуглас
- Гай Кіббі —Болл Харрісон
- Брюс Кебот — «Блекджек» МакКріді
- Кліфф Едвардс — «Баз» МакКріді
- Гуїнн Вільямс — «Вулч» МакКріді
- Артур Хол — «Док» МакКріді
- Ной Бірі — Амброзі Крокер
- Джон Кволен — «Локо»
- Чарлі Грейпвін — Барні Лейн
- Роберт Беррат — «Хенк» Саммерс